# Raveleijn (televisieserie)
Raveleijn is een twaalfdelige tv-reeks gebaseerd op de gelijknamige attractie van de Efteling en het gelijknamige boek, geschreven door kinderboekenschrijver Paul van Loon in samenwerking met de Efteling. De serie werd van 26 februari tot 21 mei 2011 elke zaterdag in Nederland uitgezonden op  RTL 4 en in mei en juni op Omroep Brabant. In november 2011 verscheen de serie op dvd. In 2013 wordt de serie opnieuw uitgezonden op RTL 4 in het kader van de vernieuwde Raveleijn-show in de Efteling. Ook in 2014 wordt de serie opnieuw uitgezonden op RTL 4. In 2015 wordt de serie nogmaals uitgezonden, ditmaal op Nickelodeon. Dit gebeurt telkens wanneer de show in de Efteling wordt vernieuwd.

## Verhaal
Het avontuur begint als de ouders van Thomas, Maurits, de tweeling Emma en Lisa en Joost als verrassing de kinderen een dagje mee naar Ravenhorst nemen. Het blijkt niet zomaar een dagje uit want de reis krijgt voor de kinderen een totaal andere wending. Hun ouders hebben namelijk al lang besloten de oude herberg, die in het bos van Ravenhorst staat, te kopen om daar een wijngaard te gaan beginnen. De kinderen willen helemaal niet verhuizen en denken dat het om een vakantiehuis gaat maar komen al snel bedrogen uit: het is definitief.
In Ravenhorst bevindt zich een oude, ongebruikte stadspoort waarin de zin "Raveleijn, waar raven ruiters zullen zijn" staat gebeiteld. Als de kinderen op een dag door raven verleid worden om door de poort te gaan gebeurt er iets magisch. De kinderen veranderen in volwassen ruiters en de raven worden zwarte paarden en komen terecht in het graafschap Raveleijn, dat met harde hand wordt onderdrukt door graaf Olaf Grafhart.
Een aantal bewoners van het graafschap, die de stad hebben verlaten, leven verstopt in de bossen van Raveleijn. Deze bannelingen vormen samen de Orde van de Raven, onder leiding van Samuel, de oud raadsheer van Olaf Grafhart. Om de opstandelingen te verslaan laat de graaf door de burgers Graffers bouwen: mechanische, monsterlijke wezens met stalen kaken die hem moeten helpen de macht in handen te houden. Wanneer de kinderen stuiten op de Orde van de Raven horen ze over een mysterieuze voorspelling, dat vijf ruiters de bevolking van Raveleijn zullen komen redden.
Het zijn de vijf kinderen die de uitverkorenen zijn om de bevolking van de onderdrukking te redden en dit te doen met ieders speciale kracht gebaseerd op de elementen water, vuur, aarde, metaal en hout. Nadat ze de fijne kneepjes van de orde hebben geleerd om zich te verdedigen, trekken de ruiters naar de stad Raveleijn. Wanneer ze oog in oog met de graaf en zijn Graffers komen te staan om met hem af te rekenen blijkt hij nog een verrassing achter de hand te hebben.

## Rolverdeling

### Hoofdrollen
| acteur (jong)    | acteur oud (ruiter) | personage          | element | wapen                        |
| ---------------- | ------------------- | ------------------ | ------- | ---------------------------- |
| Abe Dijkman      | Mark Sloof van Toor | Thomas Woudenberg  | vuur    | Vuurzwaard                   |
| Sol Vinken       | Daan Colijn         | Maurits Woudenberg | hout    | Kruisboog met eeuwige pijlen |
| Danique ten Boer | Marieke Westenenk   | Lisa Woudenberg    | water   | Schelpendegen                |
| Sabine ten Boer  | Kimberley Klaver    | Emma Woudenberg    | metaal  | Schijfwerper                 |
| Borre Stokdijk   | Sebastian Wulff     | Joost Woudenberg   | aarde   | Aardedolken                  |

#### Bijrollen
| acteur              | personage                  |
| ------------------- | -------------------------- |
| Bart de Vries       | Rutger Woudenberg (vader)  |
| Babette van Veen    | Sophie Woudenberg (moeder) |
| Sara Visser         | Samira                     |
| Hubert Fermin       | Samuel                     |
| Hugo Haenen         | Graaf Olaf Grafhart        |
| Miryanna van Reeden | Gravin Halina Grafhart     |
| Freerk Bos          | Falco Peregrinus           |

### Ruiters
- Joost (Sebastian Wulff) - Joost is de jongste van de vijf kinderen en houdt van (buiten)spelen en van ridders, zwaarden, klimmen etc. Zijn favoriete woord is: "Kicken!". Hij is de eerste die de poort naar Raveleijn ontdekte en op deze manier in Raveleijn terechtkomt. In Raveleijn is hij de ruiter in bruine wapenuitrusting, die beschikking heeft over het element aarde. Hij ontdekt deze kracht tijdens het gevecht met Draconicon
- Thomas (Mark Sloof van Toor) - Thomas is de oudste van de vijf kinderen en is erg muzikaal (maar ook koppig). In Raveleijn is hij de ruiter in rode wapenuitrusting, die beschikking heeft over het element vuur. Hij ontdekt deze kracht in zijn gevecht met een Graffer. Hij heeft het vermogen om zijn zwaard op te laten gloeien en hierdoor kan hij met vuur-zwepen slaan.
- Maurits (Daan Colijn) - Maurits is de middelste van de drie jongens. Het is een echte studiebol en heeft altijd een notitieblokje bij zich. In Raveleijn is Maurits de ruiter in groene wapenuitrusting, die beschikking heeft over het element hout. Hij ontdekt deze kracht in het kamp van de bannelingen van Raveleijn. Deze kracht kan hij benutten door met een kruisboog pijlen af te schieten. Opmerkelijk daarbij is dat hij altijd maar één pijl heeft, maar dat deze pijl weer terug lijkt te komen in zijn pijlkoker nadat hij het doel heeft geraakt.
- Lisa (Marieke Westenenk) - Lisa is de tweelingzus van Emma. In Raveleijn is Lisa de ruiter in blauwgekleurde wapenuitrusting, die beschikking heeft over het element water. Ze ontdekt deze kracht in het kamp van de bannelingen van Raveleijn. Ze draagt een blauwe lans waaruit ze water laat verschijnen.
- Emma (Kimberley Klaver) - Emma is de tweelingzus van Lisa. In Raveleijn is Emma de ruiter in paarse wapenuitrusting, die beschikking heeft over het element metaal. Ze ontdekt deze kracht in het kamp van de bannelingen van Raveleijn. Ze kan met een mechanisme enkele metalen schijven afvuren.